# Prežihova nagrada
Literarna nagrada za najboljše izvirno delo, ki jo je vsako leto ob obletnici Prežihove smrti podeljevala mariborska založba Obzorja.